# Seznam malijskih politikov
Seznam malijskih politikov.

## C
- Soumaïla Cissé

## D
- Tiébilé Dramé

## G
- Assimi Goïta

## K
- Ibrahim Boubacar Keïta
- Modibo Keïta
- Alpha Oumar Konaré
- Tieoulé Konaté
- Seydou Badian Kouyaté

## M
- Soumeylou Boubèye Maïga
- Oumar Mariko

## N
- Bah N'Daw

## S
- Cissé Mariam Kaïdama Sidibé
- Modibo Sidibé
- Django Sissoko

## T
- Amadou Toumani Touré
- Dioncounda Traoré
- Moussa Traoré